# Hra na kuře
Hra na kuře (angl. game of chicken) je strategická hra, která modeluje konflikt, a je jedním ze základních modelů teorie her. Ve hře, ve které každý sleduje svůj zájem, jde o to, kdo v konfliktní situaci podlehne nátlaku a stane se tak „kuřetem“ (angl. chicken) čili slabším. Účastníci hry jsou obvykle dva, volí tah současně a nemohou se domlouvat (nekooperativní hra). Zájmem hráčů je přitom zvolit opačnou možnost (antikoordinační hra) než soupeř.

## Příklad
Hru „kuře“ lze vysvětlit na následující situaci: dvě auta jedou proti sobě v jednom jízdním pruhu. Řidič může buď strhnout řízení a druhému se vyhnout, nebo pokračovat v jízdě. Pokud neuhne žádný z řidičů, bude mít rozhodnutí pro oba řidiče fatální důsledky, jelikož se vozidla srazí. Pokud uhne jeden řidič, oba přežijí, ale uhnuvší řidič se projevil jako slabší (kuře). Pokud uhnou oba řidiči, oba přežijí, ale jeden ani druhý nezískají prestiž.

## Teoretický model
Jednání „kuřete“ není riskantní, kdežto pokračování v jízdě je značně riskantní, ale slibuje větší zisk. Předpokladem je, že hráči se chovají racionálně. To znamená, že se snaží maximalizovat užitek nebo naopak minimalizovat ztrátu. Pokud se užitek i ztráta dají vyjádřit čísly, lze vypočítat celkově lepší strategii. Je-li však riziko absolutní, nemá výpočet pro hráče velký význam. Standardní model v běžné formě hry je charakterizován maticí {\displaystyle 2\times 2} – dva hráči, kteří mají k dispozici dvě různá jednání.
| Hra kuře               | Hráč 1 strhne řízení | Hráč 1 zůstane v pruhu |
| Hráč 2 strhne řízení   | 5, 5                 | −10, 10                |
| Hráč 2 zůstane v pruhu | 10, −10              | −1000, −1000           |

Čísla v matici znamenají zisk nebo ztrátu prvního a druhého hráče.

## Jestřáb a holubice
Jiným příkladem je hra „jestřáb–holubice“ (angl. Hawk dove game). V konfliktu o potravu si každý z účastníků může vybrat buď cestu smíru (holubice), nebo pokračovat v konfliktu (jestřáb). Model jestřáb–holubice se běžně užívá v biologii a evoluční teorii her. Z teoretického pohledu představují hry „kuře“ a „jestřáb–holubice“ stejný model a fungují na stejném principu.

## Historie
Myšlenku dvojí strategie v konfliktu a důsledků strategie vyjadřuje Hérakleitův zlomek:
| „                                       | Zápas je všech otec, všech král, a jedny ukazuje jako bohy, jiné jako lidi; jedny činí otroky, druhé svobodnými. | “ |
| — Zlomek B 53 (přel. Zdeněk Kratochvíl) | |   |

Tuto myšlenku rozvedl německý filosof Friedrich Hegel ve slavné pasáži „Pán a rab“ knihy Phänomenologie des Geistes (1807; česky Fenomenologie ducha, 1960).
Počátek teorie her jako vědní disciplíny spadá do 40. let 20. století. Roku 1944 poprvé vyšla publikace maďarského matematika Johna von Neumanna a německého ekonoma Oskara Morgensterna Theory of games and economic behavior, která se stala základním dílem teorie her. První myšlenky formuloval von Neumann již v roce 1928 v práci Zur Theorie der Darstellungen kontinuierlicher Gruppen. Teorie her tak vznikla jako sociologický, statistický a také ekonomický nástroj k modelování a jednoduché interpretaci chování jedinců v různých situacích, v závislosti na počtu účastníků a na jejich preferencích.
Nashova rovnováha (angl. Nash equilibrium) je situace v teorii her (žádný z hráčů nemůže jednostrannou změnou zvolené strategie vylepšit svoji situaci) pojmenovaná po Johnu Forbesovi Nashovi, který dokázal, že každá konečná hra má alespoň jedno takové řešení.
Když půjdeme po stopách jednotlivých modelů, zjistíme, že první zkonstruovaný model bylo „vězňovo dilema“, jež se poprvé objevilo v poznámkách Howarda Raiffy (rukopis). Jeho dílo rozvinula společná práce Melvina Drashera a Merilla Flooda v roce 1952. Oficiálně standardizoval a pojmenoval „vězňovo dilema“ už Albert William Tucker.

Hra „kuře“ (také známá jako „jestřáb–holubice“) přišla později. Její rámec byl poprvé vytvořen Howardem Raiffou v roce 1957. Ještě později přišly na řadu „aukce“, kterým se věnoval William Vickrey.

### Chronologický vývoj vybraných dat z teorie her
- 1944 – základ teorie her (John von Neumann, Oskar Morgenstern)[4]
- 1950 – Nashova rovnováha (John Forbes Nash)
- 1952 – vězňovo dilema (Melvin Drasher a Merill Flood)
- 1957 – „kuře“, „jestřáb–holubice“ (Howard Raiffa)
- 1957 – „bitva pohlaví“ („BoS“; Howard Raiffa, Robert Duncan Luce)[5]
- 1961 – „aukce“ (William Vickrey)[6][3]

## Dvoumaticová hra
Dvoumaticové hry jsou hry, ve kterých je počet hráčů vyjádřen množinou

```
Q={1,2}
```

a prostory strategií S1, S2 jsou konečné množiny. Při volbě strategií je výhra prvního hráče

```
a
ij
 = u
1
 (s
i
, t
j
)
 
```

a výhra druhého hráče

```
b
ij
 = u
2
 (s
i
, t
j
)
, 
```

kde u1, u2 jsou výplatní funkce. 

Dvojice strategií se nazývá rovnovážný bod, když platí

```
u
1
(s, t*) ≤ u
1
(s*, t*)
 pro každé s ϵ S
```

a zároveň

```
u
2
(s*, t)≤  u
2
(s*, t*)
 pro každé t ϵ T. 
```

Pokud ve hře není rovnovážný bod, problém odstraňují tzv. smíšené strategie. Ty udávají pravděpodobnosti, s nimiž hráči volí své jednotlivé ryzí strategie (prvky množin S, T). 

### Smíšená strategie
Smíšené strategie jsou vektory pravděpodobností p, q, pro které platí

```
p = (p
1
, p
2
,…p
m
) p
i
 ≥ 0 p
1
+p
2
+p
m
 = 1
```

```
q = (q
1
, q
2
,…q
m
) q
i
 ≥ 0 q
1
+q
2
+q
m
 = 1.
 
```

Smíšená strategie tedy každému hráči stanovuje vektor, jehož i-tá složka udává pravděpodobnost, s níž hráč volí i-tou strategii ze svého prostoru strategií. Nash také tvrdí, že ve smíšených strategiích má každá hra aspoň jeden rovnovážný bod p*, q*.

### Hra s více rovnovážnými body
Některé dvoumaticové hry mají dva a více rovnovážných bodů, ať už v ryzích, nebo ve smíšených strategiích. Nechť je rovnovážný bod q, p hry G, pro který platí

```
π
1
(p,q) ≥ π
1
 a zároveň 
π
2
(p,q) ≥ π
2
(r,s)
```

pro libovolný rovnovážný bod (r, s) hry G. Potom se nazývá dominujícím rovnovážným bodem hry G.
Nejčastějším příkladem hry s více rovnovážnými body je hra „bitva pohlaví“ („Battle of Sexes“ či „Bach or Stravinsky“, „BoS“).

## Princip hry „bitva pohlaví“
Princip hry vychází ze základního boje mezi nátlakem a ústupkem, jak ho známe například z vyjednávání. Z hlediska Strategie strategie a užitku má hra nejblíže k předchůdci, hře „vězňovo dilema“.

### Rozdíl mezi hrami „vězňovo dilema“ a „kuře“
|    | C2   | D2   |
| C1 | R, R | S, T |
| D1 | T, S | P, P |

Ve hře „vězňovo dilema“ určuje C kooperativní strategii, protože volba této strategie u obou hráčů ústí v tichou spolupráci, která přináší oběma hráčům maximální společný užitek. D označuje strategii podvádění, užitek R je cena za kooperaci. Hráč však zvažuje možnost T, jež pro něj představuje určité pokušení kvůli maximálnímu užitku ze hry. Písmenem S je označena možnost, že daný hráč nebude podvádět, ale jeho protihráč podvádět bude. (Bude pro jednostrannou kooperaci; takový hráč je ve hře označován také jako „naiva“ nebo „světec“.) Poslední možností hry je možnost P, tzn. absolutní nekooperace: ve hře podvádějí oba hráči.
 Podobně určená je také hra „kuře“. Nicméně najdeme zde několik rozdílů.
Základní rozdíl je, že ve hře „kuře“ je užitek S vždy větší než P, zatímco ve „vězňově dilematu“ je užitek P větší než S. U „vězňů“ je strategie D oproti C dominantní a vede k samotnému dilematu, kdežto u „kuřete“ ani jeden z hráčů nemá dominantní strategii. Opravdu nejlepší strategií pro jednoho hráče hry „kuře“ je totiž D s odezvou C (nátlak) spojený s ústupkem hráče 2. To hráči 1 přináší nejvyšší užitek. Nicméně hra „kuře“ se těžko rozhoduje sama o sobě. Pokud hráč 1 předpokládá, že hráč 2 je „zbabělec“, a tudíž zvolí strategii D (C je minimax strategie – minimalizuje ztráty), musí být ve své volbě stále obezřetný. I když volí odvážnou strategii, která vede k zaručeně vyššímu užitku, musí stále předpokládat, že hráč 2 nezahraje strategii D, jelikož v případě, že by oba hráli D, budou důsledky pro oba hráče ty nejhorší možné.
Nejčastějším argumentem pro strategii ústupku je skutečnost, že když hráč 1 pevně trvá na své volbě nátlaku a tuto volbu předem deklaruje, bere tím de facto možnost volby hráči 2, a může tak hrát bezpečně strategii nátlaku. A tak Herman Kahn (1965) uvádí, že při hře „kuře“, obzvláště na silnici, nezbývá proti řidiči, který je odhodlán ze směru neuhnout, nic jiného než strhnout volant a zabránit tak srážce vozidel. Podle modelu nekooperativní hra nedává příležitost ke komunikaci účastníků. Jenže hra probíhá, a může se tedy stát, že oba řidiči jsou sice pevně odhodláni z cesty neuhnout, ale když se k sobě auta blíží, oba strhnou volant v téže chvíli a stejným směrem, takže srážce stejně nezabrání.
|    | C2   | D2  |
| C1 | I.   | II. |
| D1 | III. | IV. |

Zpět k rozdílům mezi hrami „kuře“ a „vězňovo dilema“. Všimněme si, že matice užitku u hry „vězňovo dilema“ má jeden rovnovážný bod, a to v D-strategiích obou hráčů. Rovnovážný bod se nachází tam, kde hráč nemůže zvýšit svůj užitek změnou strategie. Ve hře „vězňovo dilema“ je tedy jeden rovnovážný bod skládající se ze strategií D, D. Ve hře „kuře“ jsou však dvě rovnováhy, a to v kombinacích strategií C, D, respektive D, C. Když někdo tvrdí, že hra má mít řešení, pak se tedy v těchto dvou hrách zásadně neshoduje. „Vězňovo dilema“ má jedno řešení v poli IV., kdežto „kuře“ má dvě správná řešení v matici v polích II. a III. Lze namítnout, že řešení symetrické hry nesmí být ve prospěch jednoho hráče (podle formální teorie her jsou hráči, kteří proti sobě hrají, z psychologického hlediska totožní). Potom ovšem hra „kuře“ správné řešení nemá, jelikož by se oba hráči chovali totožně a nepřipouštělo by se, že by jeden dal druhému přednost nebo naopak.
Kromě dvou zmíněných stavů rovnováhy má „kuře“ ještě jeden rovnovážný bod, který neupřednostňuje žádného hráče. Nechme každého hráče vybrat strategii podle následující pravděpodobnosti:
```
p(C) = S-P/(T-R) + (S-P)
.
```

Z nerovnosti součtu užitků R a součtu užitků S a T můžeme vyvodit, že p(c) spadá do intervalu nula až jedna. Je prokázáno, že dokud jeden z hráčů hraje smíšenou strategii danou rovnicí (1), nedovoluje druhému hráči předjímat jeho strategii D, a tím získat silnou výhodu v maximalizaci užitku. Zároveň touto strategií zabraňuje možnému defektu, když oba hráči zvolí strategii D.

### Nashovy rovnovážné body
Všechny antikoordinační hry mají tři Nashovy rovnovážné body. Dva z nich při ryzích strategiích, kdy si jeden hráč vybere jednu volbu a druhý si musí vybrat opačnou strategii. Třetí rovnovážný bod vzniká při smíšené strategii, kdy si každý hráč vybere pravděpodobnost své preference.
Nejlepší obraz Nashových rovnovážných bodů v {\displaystyle 2\times 2} antikoordinačních hrách je na obrázku vpravo. Proměnné x a y jsou pravděpodobnosti strategií ve hře „kuře“ pro hráče X a Y. Levý graf ukazuje rovnováhu při nátlaku hráče Y a ústupku hráče X. V grafu uprostřed je tomu naopak (nátlak hráče X a ústupek hráče Y). V případě smíšených strategií obou hráčů se Nashův bod nachází v průsečíku linek znázorňujících pravděpodobnost voleb hráčů.
V prvních dvou grafech je tedy zmapována Nashova rovnováha, kdy si hráči mohou vybrat pouze jednu strategii. Nashovy rovnováhy leží v levém horním a pravém dolním rohu matice hry. Třetí Nashova rovnováha je při smíšené strategii podél linek vedených z bodů p’.

## Role pohlaví ve hře „kuře“
Výzkum, který chce posoudit vliv pohlaví na rozhodování ve hře „kuře“, může pohlaví vnímat jako primární proměnnou, nebo jako interagující druhotnou proměnnou ovlivňující experimentální hru. Hry totiž mohou proti sobě hrát buď naprogramované (stejné) umělé inteligence, u nichž jsou výsledky smíšené, nebo mohou proti sobě stát různí hráči, jejichž preference může ovlivňovat např. jejich pohlaví. Tématem role pohlaví ve hře „kuře“ se zabýval Lutzker (1961) a došel k závěru, že rozdíl mezi chováním mužů a žen ve hře „kuře“ není významný. Nevýznamný rozdíl potvrdili i Rapoport a Chammah (1966), ovšem jistou preferenci lze zaznamenat v těch hrách, ve kterých jsou hráči penalizováni za nekooperaci. Z výzkumu je patrné, že za takových podmínek mají muži ke spolupráci blíže než ženy, a tudíž vykazují lepší výsledky.
Značný vhled do problematiky přinesl Samuel Shozo Komorita (1965), který nejprve sledoval rozdíly ve hře „vězňovo dilema“. V této studii byly ženy úspěšnější, pokud program ze 75 % volil strategii nezávislou na předchozím rozhodnutí. Oproti tomu muži reagovali lépe, pokud program měnil své preference oproti svým předchozím rozhodnutím. To podle Komority vypovídá o ženách jako o pohlaví s pevnější volbou a o mužích jako o pohlaví s racionálnějším chováním.
Komorita (1965) sledoval také hru „kuře“ a na rozdíl od ostatních došel i k rozdílům mezi jednotlivými pohlavími, pokud se hra hraje delší dobu. Hlavní hypotéza říká, že v tomto případě muži daleko více využívají možnosti předpovídat své preference, zatímco ženy budou stále hrát jakoby „jednokolovou hru“. Z toho plyne, že zatímco ženy budou mít tendenci reagovat na vzniklou situaci, muži se snaží situaci ovlivnit svojí predikovanou preferencí. To je v souladu i s tím, že obecně spíše ženy než muži volí strategii minimax (minimalizace ztrát).

## Praktický příklad hry „kuře“
Hru „kuře“ charakterizuje, že pro hráče je výhodná rozdílná (nekooperativní) volba. Ta je však vždy pro jednu stranu méně výhodná. Preferenci přitom vyjadřují oba hráči současně. Hra „kuře“ se však vyznačuje zejména tím, že když oba hráči volí strategii, která maximalizuje jejich užitek, dochází k maximálním ztrátám obou hráčů.
|                | Ústupek managementu            | Nátlak managementu |
| Ústupek odborů | jednorázové bonusy pro zaměst. | pokračování výroby |
| Nátlak odborů  | fixní zvýšení platů            | stávka             |

|                | Ústupek managementu | Nátlak managementu |
| Ústupek odborů | 1, 1                | −2, 2              |
| Nátlak odborů  | 2, −2               | −5, −5             |

Jako příklad uveďme jednání odborů s firmou o zvýšení mzdy: firma zaměstnancům mzdy zvýšit nechce a dochází k jednání mezi dvěma stranami sporu. Odbory mají možnost vyhlásit stávku, když jim firma mzdy nebude chtít zvednout. Ovšem firma nebude stávkující zaměstnance platit, takže nebudou mít příjem. Ovšem v zájmu firmy není, aby došlo ke stávce, protože by se zastavila výroba, a tím vznikly velké fixní náklady na provoz. Pokud firma zaměstnancům ustoupí a zvýší jim mzdy, sice sniží zisk, ale nezastaví výrobu. A naopak: členové odborů si uvědomí ohrožení své existence, protože je firma nezaplatí, budou-li stávkovat, výstrahu stáhnou a budou pracovat za původní mzdu. Posledním případem je ústupek obou stran: odborářům se sice mzda nezvýší, ale firma jim bude vyplácet jednorázové odměny ze zisku firmy na konci roku. To je bude nutit pracovat více a snažit se na zisku podílet kvalitní prací (přesčasy apod.). Firma tím odvrátí hrozící stávku (zastavení výroby), ale sníží se jí případný zisk z ročního hospodaření o bonusy zaměstnancům.